# Maria Valèria d'Àustria

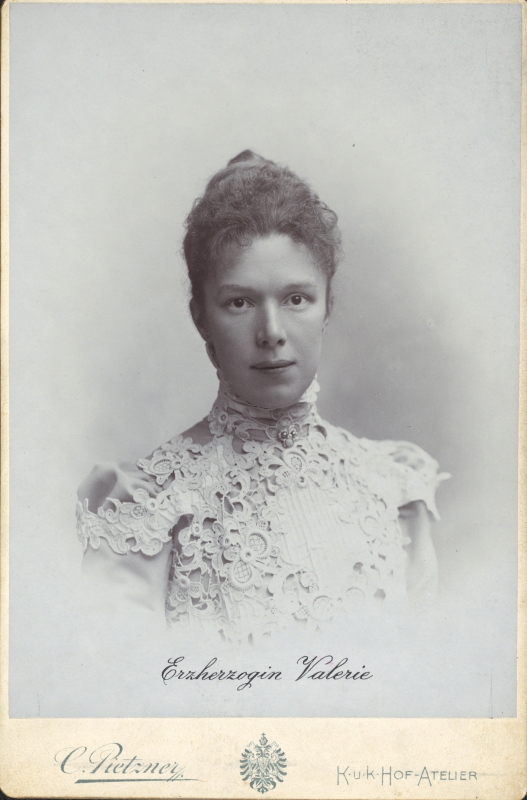
L'arxiduquessa Maria Valèria d'Àustria.

Maria Valèria d'Àustria, arxiduquessa d'Àustria-Toscana (Budapest 1868 - Viena 1924). Arxiduquessa d'Àustria, princesa d'Hongria i de Bohèmia i els altres títols de les princeses de la casa dels Habsburg, l'arxiduquessa Maria Valèria era filla de l'emperador Francesc Josep I d'Àustria i de la mítica princesa Elisabet de Baviera.
Maria Valèria nasqué el 22 d'abril de 1868 a la ciutat hongaresa de Buda. Filla dels emperadors d'Àustria i reis d'Hongria, era neta de l'arxiduc Francesc Carles d'Àustria i de la princesa Sofia de Baviera per part de pare mentre que per part de mare ho era de la princesa Lluïsa de Baviera i del duc Maximilià a Baviera.
L'arxiduquessa, a diferència dels seus germans, cresqué i s'educà molt a prop de la seva mare i la seguí en molts dels viatges que realitzà per Europa. Per aquest motiu, molts foren les especulacions sobre la possible paternitat de l'arxiduquessa que fou llargament atribuïda al comte hongarès Gyula Andrássy, ministre d'afers exteriors del govern imperial.
L'any 1890 la princesa es casà amb l'arxiduc Francesc Salvador d'Àustria-Toscana, fill de l'arxiduc Carles Salvador d'Àustria-Toscana i de la princesa Immaculada de Borbó-Dues Sicílies. La parella s'establí al Hofburg junt amb l'emperador i tingueren deu fills:
- L'arxiduquessa Elisabet d'Àustria-Toscana, nascuda a Viena el 1892 i morta a Syrgenstein el 1930. Es casà amb el comte Georg von Waldburg-Zeil.

- L'arxiduc Francesc d'Àustria-Toscana, nascut el 1893 a Lichtenegg i mort el 1918 al castell de Wallsee.

- L'arxiduc Humbert Salvador d'Àustria-Toscana, nascut el 1894 a Lichtenegg i mort el 1971 a Persenburg. Es casà amb la princesa Rosa Maria de Salm-Salm.

- L'arxiduquessa Hedwig d'Àustria-Toscana, nascuda el 1896 a Bad Ischl i morta el 1970 a Hall. Es casà amb el comte Bernard of Stolberg-Stolberg.

- L'arxiduc Teodor Salvador d'Àustria-Toscana, nascut el 1899 al castell de Wallsee i mort el 1978 a Amstetten. Es casà amb la comtessa Maria Theresia von Waldburg zu Zeil und Trauchburg.

- L'arxiduquessa Gertrudis d'Àustria-Toscana, nascuda el 1900 al castell de Wallsee i morta el 1962 a Wangen. Es casà amb el comte Georg von Waldburg-Zeil.

- L'arxiduquessa Maria Elisabet d'Àustria-Toscana, nascuda el 1901 al castell de Wallsee i morta el 1936 a Innsbruck.

- SAI l'arxiduc Clement Salvador d'Àustria-Toscana, nascut el 1904 al castell de Wallsee i mort el 1974 a Salzburg. Es casà amb la comtessa Elizabeth de Miremont Resseguier.

- L'arxiduquessa Matilde d'Àustria-Toscana, nascuda el 1906 a Bad Ischl i morta el 1991 a Hall. Es casà amb Ernest Hefel.

- L'arxiduquessa Agnès d'Àustria-Toscana, nascuda el 1911 a Bad Ischl i morta el mateix dia.

El matrimoni amb l'arxiduc toscà fou en contra de la voluntat del seu pare que pretenia concertar un matrimoni de l'arxiduquessa amb el rei Frederic August III de Saxònia.
Amb la caiguda de l'Imperi austrohongarès l'any 1918 l'arxiduquessa Maria Valèria perdé les rendes imperial, la situació econòmica de la família es veié terriblement afectada i de posseir una de les fortunes més importants del món passaren a esdevenir relativament pobres.

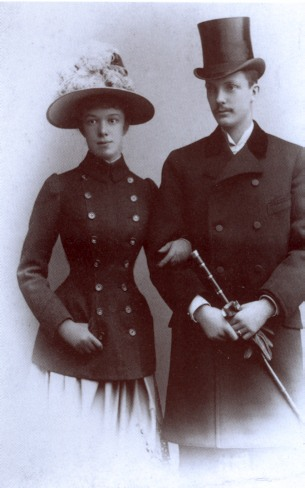
L'arxiduquessa Maria Valèria d'Àustria i l'arxiduc Francesc Salvador d'Àustria-Toscana.

L'arxiduquessa i el seu marit iniciaren un seguit de plets amb l'estat austríac per tal de recuperar les possessions privades de l'emperador Francesc Josep I d'Àustria. El plet donà els seus fruits i l'arxiduquessa pogué recuperar una part important de les possessions privades de l'emperador entre les quals s'hi trobaven nombrosos castells a Àustria.
L'arxiduquessa Maria Valeria morí el 1924 al castell de Wallsee i fou enterrada al cementiri austríac de Sindelburg.